# Прессек
Прессек (нім. Presseck) — громада в Німеччині, розташована в землі Баварія. Підпорядковується адміністративному округу Верхня Франконія. Входить до складу району Кульмбах.
Площа — 54,96 км2. Населення становить 1727 ос. (станом на 31 грудня 2020).